# Eminooecia carsonae
Eminooecia carsonae är en mossdjursart som först beskrevs av Rogick 1957.  Eminooecia carsonae ingår i släktet Eminooecia och familjen Eminooeciidae. Inga underarter finns listade i Catalogue of Life.